# Commonwealth (Statele Unite)

U.S. commonwealth states in red

Patru din statele constituenete ale celor 50 de state ale Statelor Unite ale Americii se desemnează cu denominarea Commonwealth în loc de State, Kentucky, Massachusetts, Pennsylvania, și Virginia. Această desemnare, care nu are nici un fel de impact constituțional, subliniază faptul că aceste entități independente au "un guvern bazat pe acceptarea comună de către populație" (conform originalului, "a government based on the common consent of the people" în contrast cu statutul anterior de "Colonie regală" (conform originalului, Royal Colony) care desemna existența unei colonii a regatului Marii Britanii. Cuvântul commonwealth, în acest context, se referă la "averea comună" (în original, "common wealth") a întregii populații, fiind simultan un termen mai vechi pentru cuvântul republică (conform denominării, Republica Angliei, Commonwealth of England, care a existat pentru o scurtă perioadă de timp în secolul al 17-lea).

## Commonwealth of Kentucky

Steagul statului Kentucky.

În 1785, locuitorii Comitatului Kentucky au început să petiționeze legislatura statului (de atunci) Virginia pentru obținerea statutului de stat al Statelor Unite. Aceștia doreau recunoașterea Comitatului ca un "stat liber și independent, care să fie cunoscut sub numele de Republica Kentucky" (conform originalului, "free and independent state, to be known by the name of the Commonwealth of Kentucky"). În 4 iunie 1792, Kentucky County a devenit oficial un stat al Uniunii. Constituția statului a fost schimbată doar în 1850 pentru a reflecta folosirea denumirii "Commonwealth of Kentucky", înainte de 1850 a fost folosită denumirea "State of Kentucky". 

## Commonwealth of Massachusetts

Steagul statului Massachusetts.

Statul Massachusetts este denumit oficial "The Commonwealth of Massachusetts" conform constituţiei acestuia. Denominarea "State of Massachusetts Bay", într-un fel o continuare a denumirii Provinciei Massachusetts Bay, a fost utilizată în toate documentele din jurul anilor 1780 și până la adoptarea numelui oficial care este folosit și azi. Acesta se datorește celei de-a doua re-scrieri a proiectului constituției statale, care a fost realizată de John Adams și aprobată de adunarea legislativă statală în 1780. 

## Commonwealth of Pennsylvania

Steagul statului Pennsylvania.

Deși sigiliul statului Pennsylvania nu utilizează termenul, toate documentele legale ale statului folosesc denominarea de Commonwealth, fiind în același timp, modalitatea de referire oficială la entitatea statală Pennsylvania. În 1776, prima constituție a Pensylvaniei se referea la entitatea emergentă din cele Treisprezece colonii originale folosind ambele noțiuni de "Commonwealth" și "State", o utilizare care a fost reutilizată în constituțiile din 1790, 1838, 1874 și 1968. 
Un istoric detailat al originilor guvernului statului Pennsylvania, incluzând desemnarea sa din timpurile coloniale până în prezent se poate consulta la Oficiul secretariatului Commonwealth-ului (în original, Secretary of the Commonwealth's office). 

## Commonwealth of Virginia

Steagul statului Virginia.

Denominarea "Commonwealth of Virginia" datează la vremea obținerii independenței sale față de Marea Britanie. Prima constituție a statului Virginia (votată la 29 iunie 1776) subliniază că "Împuternicirile și Permisiunile vor continua, în numele Statului Virginia, și vor avea aprobarea/semnătura Guvernatorului cu ajutorul  Sigiliului Statului anexat" (traducere în spiritul limbii române a textului,  "Commissions and Grants shall run, In the Name of the commonwealth of Virginia, and bear taste by the Governor with the Seal of the Commonwealth annexed").
Secretarul Statului (conform, Secretary of the Commonwealth) rezolvă problemele în aceeași manieră. Printre alte referințe, constituția statului dictează că toate acuzațiile penale vor avea adăgată expresia "împotriva păcii și demnității Statului (conform, "against the peace and dignity of the Commonwealth"). În mod suplimentar, titlul oficial al fiecărui procuror din fiecare din subdiviziunile statului Virginia va fi acela de "procuror al commonwealth-ului" (conform, Commonwealth's Attorney), spre deosebire de "procuror al statului" (conform, State's Attorney), în alte state ale Uniunii, sau chiar mult mai comunul "procuror districtual" (conform, District Attorney).
În statul Virginia, denominarea Stat este oficial utilizată mai ales în denumiri oficiale care sunt titluri oficiale, așa cum sunt "Virginia State Corporation Commission" (Comisia corporațiilor statului Virginia) sau "Virginia State Police" (Poliția statului Virginia).